# Gerhard Irle
Gerhard Irle (* 21. Januar 1922; † 7. Oktober 2008) war ein deutscher Psychiater.

## Leben
Irle studierte Medizin und wurde 1949 an der Universität Göttingen promoviert. 1963 habilitierte er sich an der Universität Tübingen. Von 1966 bis 1987 war er ärztlicher Leiter der psychiatrischen Klinik Evangelische Stiftung Tannenhof in Remscheid. Er wurde zum Professor ernannt.

## Schriften (Auswahl)
- Pathogenese, Verlauf und Prognose der tuberkulösen Pleuritis exsudativa serosa bei Kindern. Göttingen 1948 (Dissertation, Universität Göttingen, 1949).
- Zur Problematik der sogenannten Pfropfschizophrenie. In: Archiv für Psychiatrie und Nervenkrankheiten. Band 201, H. 2, März 1960, S. 209–217, DOI:10.1007/BF00353722.
- Wann ist das körperliche Fixieren eines Kranken nötig und erlaubt? In: Deutsche Medizinische Wochenschrift. Bd. 87 (1962), H. 40, S. 2019–2022, DOI:10.1055/s-0028-1114053.
- Psychiatrische Themen in der epischen Literatur. Tübingen 1963 (Habilitationsschrift, Universität Tübingen, 1963).
- Der psychiatrische Roman (= Schriftenreihe zur Theorie und Praxis der Psychotherapie. Bd. 7). Mit einer Einführung von Walter Schulte. Hippokrates, Stuttgart 1965.
- Depressionen. Menschen in seelischer Not. Kreuz, Stuttgart 1974.
- Wohl oder übel? Medikamente in der Psychiatrie. Landschaftsverband Westfalen-Lippe, [Münster] [1987].